# منجم ذهب أبواسي
منجم الذهب أبواسي : هو منجم ذهب تحت الأرض، في منطقة أشانتي في غانا، ويعد واحدا من أكبر 10 مناجم ذهب على وجه الأرض، يقع المنجم في مقاطعة أوبواسي المحلية، على بعد 39 ميلاً (59.4 كيلومترًا) جنوب غرب العاصمة الإقليمية كوماسي.